# Liste des abbés de Sarlat
L'abbaye de Saint-Sacerdos ou Sadroc de Sarlat, de l'ordre de Saint-Benoît, fut fondée dans la seconde moitié du VIIIe siècle.
Plusieurs bulles pontificales nomment Pépin et Charlemagne comme ses fondateurs. Pour Jean Maubourguet, l'abbaye Saint-Sauveur de Sarlat a été fondée par Pépin Ier, roi d'Aquitaine. Une charte, aujourd'hui perdue, précisait que l'église avait été relevée par Charles III le Gros, en 886.
Jean XXII, par la bulle Salvator Noster, du 13 août 1317, l'érigea en évêché, et lui assigna pour diocèse une partie de celui de Périgueux. 
1. Saint Odon
2. Adace, cité dans une charte, avec Bernard Ier, comte de Périgord
3. vers 955 : Assenaire
4. vers 960 : Bassène
5. vers 970 : Hubert qui a dû s'emparer de l'abbaye avec l'aide de Guillaume II Talleyrand, comte de Périgord et d'Angoulême,
6. vers 975 : Bernard Ier
7. vers 994 : Géraud Ier
8. vers 1031 : Aimeric
9. 1060 – 1076 : Étienne Ier
10. vers 1085 : Géraud II
11. vers 1100 – vers 1130 : Arnaud Ier
12. 1134 – 1140 : Gilbert
13. vers 1153 : Raimond de Fénelon
14. vers 1170 : Guérin de Comarc
15. vers 1195 : Raoul de Comarc ou Cormiac
16. vers 1201 : R. de Sivrac
17. 1202 – 1204 : Arnaud II
18. vers 1208 : Bernard II de Limegeouls
19. vers 1212 : Gui de Cornil
20. 1214 – 1225 : Élie Ier de Vinion
21. vers 1229 : Étienne II de Rignac
22. vers 1232 : Élie II Pierre
23. vers 1236 : Bernard III del Conderc
24. 1238 – vers 1248 : Géraud III de Vaux
25. vers 1249 : Élie III de Magnac
26. vers 1250 : Bernard IV
27. vers 1254 : Géraud IV d'Aubusson
28. 1260 – 1273 : Arnaud III de Stapon
29. 1274 – 1280 : Robert de Saint-Michel
30. vers 1282 : Arnaud IV de Villemur
31. 1283 – 1312 : Bernard V de Vaux
32. 1312 – 1317 : Armand de Saint-Léonard, dernier abbé.